# 上什泰因巴克
上什泰因巴克（法語：Obersteinbach，发音：[obəʁ.ʃtainbak] 或 [obəʁ.ʃtainbax]），或纯音译作奥伯什泰因巴克，是法国下莱茵省的一个市镇，位于该省北部，与德国莱茵兰-普法尔茨州接壤，属于阿格诺-维桑堡区（Haguenau-Wissembourg）和赖什索芬县（Reichshoffen）。该市镇总面积9.18平方公里，2009年时的人口为230人。

## 地名
该地名Obersteinbach来源于德语，前缀“Ober-”在德语中意为“下”，且该地与下什泰因巴克（Niedersteinbach，前缀“Nieder-”在德语中意为“下”；此地或纯音译作“尼德什泰因巴克”）相连。《世界地名翻译大辞典》中将其按非标准发音纯音译作“奥贝斯坦巴克”。

## 人口
上什泰因巴克人口变化图示